# 45-й Київський міжнародний кінофестиваль «Молодість»
45-й щорічний Київський міжнародний кінофестиваль «Молодість» проходив у Києві з 24 жовтня по 1 листопада 2015 року. Британський фільм «45 років» режисера Ендрю Гейга був обраний фільмом відкриття. Ведучими церемонії відкриття стали акторка та телеведуча Яніна Соколова та актор театру та кіно Євген Нищук. Фільмом закриття став американський фільм «Аномаліза» режисера Чарлі Кауфмана.
Гран-прі «Великий Скіфський олень» виграв ізраїльський фільм «Принцеса» режисера Талі Шалом-Езера. Почесну нагороду «Золотий Скіфський олень» за внесок у світове кіномистецтво отримала режисер Кіра Муратова. Перед кожним показом протягом фестивалю демонструвалися 38 роликів на підтримку незаконно засудженого до 20 років ув'язнення в Росії режисера Олега Сенцова.

## Перебіг фестивалю
Спочатку фільмом відкриття був оголошений італійський фільм Паоло Соррентіно «Молодість», проте через труднощі з дистриб'ютором стрічки — компанією «Артхаус Трафік», яка змінила назву фільму на «Юність» і попросила «удвічі більшу ціну порівняно з іноземними дистриб'юторами за його разовий показ на фестивалі», було прийняте рішення щодо його зміни. Тому ним став британський фільм «45 років» режисера Ендрю Гейга, який був запланований як фільм-закриття фестивалю.
1 жовтня 2015 року був представлений трейлер фестивалю, який зняв режисер Романченко Нікон СергійовичНікон Романченко, переможець Національного конкурсу 44-ї «Молодості», разом зі студією Animagrad компанії Film.ua. «Вполюй своє кіно!» було обране як слоган заходу.
8 жовтня 2015 року під час прес-конференції були оголошені короткометражні українські фільми Національного конкурсу, а також його журі в складі українського режисера Романа Балаяна і голови відділу короткометражних фільмів German Films Мартіна Шойрінга. Партнером секції третій рік поспіль виступив Благодійний фонд «Ініціатива заради майбутнього» Ігоря Янковського.
Генеральний директор фестивалю Андрій Халпахчі заявив, що 45-а «Молодість» може стати останньою через відсутність фінансової підтримки з боку столичної влади. За його словами, захід був профінансований на 5% (200 тисяч гривень) з необхідних 600–700 тисяч доларів, а усі звернення до міського голови Віталія Кличка залишилися без відповіді. «А з наступного року, може, з'явиться Перший Міжнародний кінофестиваль з назвою іншого міста, можливо Львова», — додав Халпахчі. Раніше у вересні 2015 року голова Державного агентства з питань кіно Пилип Іллєнко повідомив, що фестиваль отримав 552 тисяч гривень. Сума, за його словами, була сформована, виходячи з фінансових можливостей Держкіно. «Ми сподівалися надати всі 45 мільйонів гривень», — сказав Іллєнко. Згодом, Халпахчі звернувся до краудфандингової платформи Indiegogo, але в результаті зібрав лише 185 доларів з необхідних 25 тисяч.
Церемонії відкриття і закриття фестивалю проходили у Національному академічному драматичному театрі імені Івана Франка, що, за словами організатора Андрія Халпахчі, було обумовлено насамперед економією, оскільки Національний палац мистецтв «Україна» виявився занадто дорогим.
Показ фільмів фестивалю відбувався в кінотеатрах «Київ», «Кінопанорама», «Сінема Сіті», «Кронверк» та «Ліра». Від кінотеатру «Жовтень», який позиціювався як ключова локація фестивалю, було вирішено відмовитись, за даними прес-служби «Молодості», через ненадання ним необхідної кількості сеансів та неприйняття запропонованої фестивалем програми. В свою чергу директор «Жовтня» Людмила Горделадзе в інтерв'ю «Телекритиці» заявила, що оргкомітет фестивалю не уклав з кінотеатром письмового договору, хоча «Жовтень» просив про його укладення і надання програми фестивалю. Згодом, за її словами, оргкомітет «Молодості» повідомив кінотеатр про скорочення кількості фестивальних майданчиків через обмеження фінансування.
Також було оголошено, що незважаючи на події 2014 року, коли двоє чоловіків підпалили кінотеатр «Жовтень», де проходили покази ЛГБТ-фільмів, конкурсна програма «Сонячний зайчик» відбудеться і проходитиме в кінотеатрі «Київ».
15 жовтня 2015 року під час прес-конференції у кінотеатрі «Київ» були оголошені фільми Міжнародного конкурсу фестивалю.
24 жовтня 2015 року перша леді України Марина Порошенко взяла участь у відкритті програми «Молодість — дітям». На перегляд фільму відкриття програми «Корона Аркуса» Франциски Польманн було запрошено близько 100 дітей військовослужбовців, які захищають територіальну цілісність України. Того ж дня на церемонії відкриття Почесний Президент фестивалю Віктор Ющенко вручив першу нагороду — режисер Кіра Муратова отримала «Золотого Скіфського оленя» за внесок у світове кіномистецтво. Директор кінотеатру «Київ» Вілія Бондаренко була відзначена нагородою за розвиток українського кінематографу, яку вручила Голова Правління Міжнародного благодійного фонду «Україна 3000» Марина Антонова. Також міністр культури України В'ячеслав Кириленко нагородив режисера Мирослава Слабошпицького Державною премією ім. О. Довженка за видатний внесок у розвиток українського кіномистецтва. Посол Франції в Україні Ізабель Дюмон вручила генеральному директору «Молодості» Андрію Халпахчі французьку державну нагороду — звання Кавалера ордену мистецтв та літератури.
30 жовтня 2015 року в рамках «Молодості» відбувся галузевий захід Boat Meeting — міжнародна платформа з копродукції, де режисери-початківці презентують свої проекти професіоналам кіноіндустрії з різних країн. Для переможця пітчингу компанією Film.ua був проваджений приз — сертифікат на послуги з кіновиробництва на суму, еквівалентну 10 тисячам євро. Модератором секції і координатором з роботи експертів стала Джульєтта Зіхель. Також 30 жовтня за участі українських та російських кінокритиків відбулась дискусія на теми — перехід публікацій з друкованих видань у режим онлайн, якість кінокритики та розвиток в умовах пропаганди. Від України брали участь редактор сайту Національної спілки кінематографістів України та видання «Бюро української кіножурналістики» Сергій Васильєв-молодший і науковий співробітник Національного Центру Олександра Довженка Олександр Телюк, а від Росії — оглядач інтернет-видання Colta.Ru Василь Корецький та оглядач журналу «Сеанс» Марія Кувшинова.
31 жовтня 2015 року були оголошені переможці фестивалю.

## Журі

### Міжнародний конкурс
- Катрін Дюссар, французький продюсер (голова журі)[20]
- Ярослав Пілунський, український оператор
- Даріуш Ґаєвський, польський режисер, сценарист
- Матіас Фрайгоф, німецький актор
- Мікеланджело Мессіна, італійський директор Іск'ївського кінофестивалю

### «Сонячний зайчик»
- Карлос Мотта, колумбійський художник[21]
- Ірена Карпа, українська письменниця, співачка
- Іван Мадео, швейцарський продюсер, сценарист

### «Молодість— дітям»
- Яна Суркіс (13 років, Україна)[22]
- Марія Зволинська (11 років, Україна)
- Денис Тисячний (11 років, Україна)
- Леонтій Зотов (14 років, Україна)
- Ірина Лебега (13 років, Україна)

### Національний конкурс
- Роман Балаян, український режисер (голова журі)[23][24]
- Жеральдін Амґар, французький фестивальний менеджер
- Мартін Шойрінг, німецький продюсер, голова відділу короткометражних фільмів German Films

### Міжнародна федерація кінопреси (ФІПРЕССІ)
- Олександр Шпилюк, український кінокритик, програмний консультант Одеського міжнародного кінофестивалю[25]
- Кармен Грей, британський кінокритик
- Альберт Габай, ізраїльський кінокритик, виконавчий продюсер

### Екуменічне журі
- Людмила Нікольська, український редактор
- Ганс-Йоахім Шлеґель, німецький кінокритик
- Людмила Нікольська, німецький пастор

### Boat Meeting
- Віржині Девеза, французький дистриб'ютор[26]
- Рітола Мер'я Хеннеле, фінський продюсер
- Володимир Іссат, український продюсер

## Конкурсна програма

### Міжнародний конкурс

#### Повнометражний конкурс
| Українська назва            | Оригінальна назва            | Режисер(и)             | Країна виробництва      |
| --------------------------- | ---------------------------- | ---------------------- | ----------------------- |
| Ішканул                     | Ixcanul                      | Хайро Бустаманте       | Гватемала Франція       |
| По той бік                  | По той бік                   | Олександр Литвиненко   | Україна                 |
| Здалеку                     | Desde allá                   | Лоренцо Віґас          | Венесуела Мексика       |
| Відтепер і надалі           | Efterskalv                   | Маґнус фон Горн        | Швеція Польща Франція   |
| У твоїх руках               | I dine hænder                | Семену Ахехе Сельстром | Данія                   |
| Чужорідне тіло              | Fremdkörper                  | Крістіан Вернер        | Німеччина               |
| Нариси з життя потопельника | Οι Εντυπώσεις Ενός Πνιγμένου | Кірос Папавассіліо     | Кіпр Греція Словенія    |
| Іскри                       | Embers                       | Клер Карре             | США Польща              |
| Пікадеро                    | Pikadero                     | Бен Шеррок             | Велика Британія Іспанія |
| Принцеса                    | Princess                     | Талі Шалом-Езер        | Ізраїль                 |
| Сплячий гігант              | Sleeping Giant               | Ендрю Чівідіно         | Канада                  |
| На війні                    | Chrieg                       | Сімон Жакме            | Швейцарія               |
| Панама                      | Panama                       | Павле Вучкович         | Сербія                  |
| Механік                     | Le Garagiste                 | Рене Больйо            | Канада                  |

#### Короткометражний конкурс
| Українська назва      | Оригінальна назва                      | Режисер(и)                   | Країна виробництва |
| --------------------- | -------------------------------------- | ---------------------------- | ------------------ |
| Алекто                | Alekto                                 | Томас Кауфманн               | Швейцарія          |
| Початок кінця         | Beginning of the End                   | Олоф Спаак                   | Швеція             |
| 165/60                | 165/60                                 | Антон Брутський              | Білорусь           |
| Подорож у задзеркалля | A través del espejo                    | Іван Мена Тіноко             | Іспанія            |
| Батько                | Mama                                   | Давіт Піртсхалава            | Грузія             |
| Танцюю я не дуже      | Bad at Dancing                         | Джоанна Арноу                | США                |
| Завважена             | Noticed                                | Лімор Діамант                | США                |
| Де Смет               | De Smet                                | Вім Ґьоденс, Томас Бертен    | Нідерланди Бельгія |
| Мами                  | Maman(s)                               | Маїмуна Дукурі               | Франція            |
| Наші полеглі герої    | A ses enfants la patrie reconnaissante | Стефан Ландовскі             | Франція            |
| Серця, що б'ються     | Vous qui gardez un coeur qui bat       | Антуан Шодань, Сільвен Верде | Франція            |
| Мізинець              | Mały palec                             | Томаш Чіхонь                 | Польща             |
| Молочний брат         | Mleczny brat                           | Ваграм Мхітарян              | Польща Вірменія    |
| Гештеґ                | #YA                                    | Іґор Ґама, Флоренсія Ровліх  | Німеччина          |
| Зроблено в Білорусі   | Made in BY                             | Луіджі Міларді               | Італія             |

#### Студентський конкурс
| Українська назва          | Оригінальна назва                  | Режисер(и)       | Країна виробництва      |
| ------------------------- | ---------------------------------- | ---------------- | ----------------------- |
| Мотлох                    | Хлам                               | Тетяна Симон     | Україна                 |
| Дорога                    | Chanaparh                          | Ґаґік Мадоян     | Вірменія                |
| Кішка                     | Die Katz                           | Маша Шилінскі    | Німеччина               |
| Ведмежа гора              | The Bear Mountain                  | Ваґенак Балаян   | Вірменія                |
| Солодкі тринадцять        | Comme une grande                   | Елоїз Пеллоке    | Франція                 |
| Про байдарки та намети    | Von Faltbooten und Heringen        | Елена Брочі      | Швейцарія               |
| Патріот                   | Patriot                            | Іва Райлі        | Велика Британія         |
| Папараці                  | Paparazzi                          | Бо-Кйонґ Са      | Південна Корея          |
| Світло в серпні           | Światło w sierpniu                 | Матей Бобрік     | Польща                  |
| Мерщій!                   | Grouillons-nous                    | Марґо Ремон      | Бельгія                 |
| Як я не став піаністом    | How I Didn't Become A Piano Player | Томмасо Пітта    | Велика Британія         |
| Хованки                   | Kakurenbo                          | Кіміе Танака     | Японія Сінгапур Франція |
| Їжа                       | Food                               | Сікі Сон         | США КНР                 |
| Вірність                  | Sadakat                            | Ілкер Чатак      | Німеччина               |
| Туга за незнаним краєм    | Fernweh                            | Ена Сендіяревіч  | Нідерланди              |
| Все буде добре            | Alles wird gut                     | Патрік Фолльрат  | Німеччина Австрія       |
| Дисципліна                | Discipline                         | Крістоф Сабер    | Швейцарія               |
| Проти ночі                | Against Night                      | Стефан Кубіцький | США                     |
| Елоїз — маленька мрійниця | Eloise, petite reveuse             | Міріам Л. Обін   | Канада                  |
| Елегія                    | Ağı                                | Юзеф Карґар      | Іран                    |
| Big Man                   | Big Man                            | Тетяна Кабаєва   | Україна                 |

#### «Сонячний зайчик»
| Українська назва      | Оригінальна назва        | Режисер(и)      | Країна виробництва                                |
| --------------------- | ------------------------ | --------------- | ------------------------------------------------- |
| Здалеку *             | Desde allá               | Лоренцо Віґас   | Венесуела Мексика                                 |
| Кінець чудового світу | Wonderful World End      | Дайґо Мацуї     | Японія                                            |
| Літо Сангайле         | Sangailės vasara         | Аланте Кавайте  | Литва Франція Нідерланди                          |
| Мандарин              | Tangerine                | Шон Бейкер      | США                                               |
| Клятвена незаймана    | Vergine giurata          | Лаура Біспурі   | Італія Швейцарія Німеччина Албанія Косово Франція |
| Історії нашого життя  | Stories of Our Lives     | Джим Чучу       | Кенія ПАР                                         |
| У відтінках сірого    | En la gama de los grises | Клаудіо Марконе | Чилі                                              |
| Метелик               | Mariposa                 | Марко Бергер    | Аргентина                                         |
| Бізарр                | Bizarre                  | Етьєн Фор       | Франція США                                       |
| Бараш                 | Barash                   | Міхаль Вінік    | Ізраїль                                           |
| Камінґ-аут **         | Coming Out               | Гайнер Каров    | НДР                                               |

* Фільм бере участь в міжнародному повнометражному конкурсі

** Фільм відкриття програми

#### «Молодість— дітям»
| Українська назва             | Оригінальна назва         | Режисер(и)            | Країна виробництва |
| ---------------------------- | ------------------------- | --------------------- | ------------------ |
| Хто вбив Нелсона Натмеґа?    | Who Killed Nelson Nutmeg? | Тім Клейґ, Денні Стак | Велика Британія    |
| Корона Аркуса *              | Die Krone von Arkus       | Франциска Польманн    | Німеччина          |
| Снігові пірати               | Kar korsanlari            | Фарук Хачіхафізолу    | Туреччина          |
| Операція «Арктика»           | Operasjon Arktis          | Ґрете Бое-Вол         | Норвегія           |
| Мікроб і Бензин              | Microbe et Gasoil         | Мішель Ґондрі         | Франція            |
| Життя, яким його бачить Ніно | Het leven volgens Nino    | Сімон фон Дюссельдорп | Нідерланди Бельгія |
| Дорослий хлопчик             | Aikuisten poika           | Юга Легтола           | Фінляндія          |

* Фільм відкриття програми

### Національний конкурс
| Українська назва                      | Оригінальна назва                     | Режисер(и)                         | Країна виробництва |
| ------------------------------------- | ------------------------------------- | ---------------------------------- | ------------------ |
| Останнє літо                          | Последнее лето                        | Андарік Бербеян, Алі Хмайдуш       | Україна            |
| Мандрагора                            | Мандрагора                            | Марися Нікітюк                     | Україна            |
| Мішень                                | Мішень                                | Роман Попадько                     | Україна            |
| Закохайся в Миколаїв, якщо насмілишся | Закохайся в Миколаїв, якщо насмілишся | Анжела Богаченко                   | Україна            |
| Наждак                                | Наждак                                | Мішель Ладес                       | Україна            |
| Шість поверхів                        | Шість поверхів                        | Олександр Навроцький               | Україна            |
| Пенальті правосуддя                   | Пенальті правосуддя                   | В'ячеслав Бігун                    | Україна Франція    |
| Абонент                               | Абонент                               | Марина Артеменко, Оксана Артеменко | Україна            |
| Віолончель                            | Віолончель                            | Олеся Моргунець-Ісаєнко            | Україна            |
| Міна *                                | Міна                                  | Вофка Соловей                      | Україна            |
| Мотлох **                             | Хлам                                  | Тетяна Симон                       | Україна            |
| Син                                   | Син                                   | Філіп Сотниченко                   | Україна            |
| Білі слони                            | Белые слоны                           | Яна Антонець                       | Україна            |
| Больнічка                             | Больнічка                             | Оксана Казьміна                    | Україна            |
| Чоловіча робота                       | Чоловіча робота                       | Марина Степанська                  | Україна Австрія    |
| Віддалік                              | Віддалік                              | Катерина Горностай                 | Україна            |
| Довгі хвилі                           | Длинные волны                         | Анастасія Совяк-Круковська         | Україна            |
| Тримай удар                           | Тримай удар                           | Анна Дем'яненко                    | Україна            |
| Давай не сьогодні                     | Давай не сьогодні                     | Христина Сиволап                   | Україна            |
| Атракціон                             | Атракціон                             | Олег Педан                         | Україна            |
| Я купив велосипед                     | Я купил велосипед                     | Микита Лиськов                     | Україна            |
| Big Man **                            | Big Man                               | Тетяна Кабаєва                     | Україна            |
| Халабудка                             | Халабудка                             | Манук Депоян                       | Україна            |

* Фільм бере участь в міжнародному короткометражному конкурсі

** Фільм бере участь в міжнародному студентському конкурсі

## Позаконкурсна програма
| Програма                                                  | Фільм | Режисер                                                              | Країна          | Рік  |
| --------------------------------------------------------- | --- | -------------------------------------------------------------------- | --------------- | ---- |
| Фільм відкриття                                           | 45 років / 45 Years | Ендрю Гейг                                                           | Велика Британія | 2015 |
| Українські прем'єри                                       | Толока | Михайло Іллєнко                                                      | Україна         | 2014 |
| Українські прем'єри                                       | Гетьман | Валерій Ямбурський                                                   | Україна         | 2015 |
| French Connection                                         | Дама в окулярах із рушницею в авто / La Dame dans l'auto avec des lunettes et un fusil                                                                                 | Джоанн Сфар                                                          | ,               | 2015 |
| French Connection                                         | Долина любові / Valley of Love | Ґійом Ніклу                                                          | ,               | 2015 |
| French Connection                                         | Розенн / Rosenn | Іван Ле Муан                                                         | Бельгія         | 2014 |
| French Connection                                         | Ґібор іде на війну / Guibord s'en va-t-en guerre | Філіп Фалардо                                                        | Канада          | 2015 |
| French Connection                                         | Серіз / Cerise | Жером Енріко                                                         | Франція         | 2015 |
| French Connection                                         | Ґрунтовий корт / Terre battue | Стефан Демустьє                                                      | ,               | 2015 |
| German Wave                                               | Суперсвіт / Superwelt | Карл Марковіч                                                        | Австрія         | 2015 |
| German Wave                                               | Дрейф / Driften | Карім Патва                                                          | Швейцарія       | 2015 |
| German Wave                                               | Ті, хто падають, мають крила / Jeder der fällt hat Flügel | Пітер Бруннер                                                        | Австрія         | 2015 |
| German Wave                                               | У лабіринті мовчання / Im Labyrinth des Schweigens | Джуліо Річчіареллі                                                   | Німеччина       | 2014 |
| German Wave                                               | Джек / Jack | Елізабет Шаранґ                                                      | Австрія         | 2015 |
| German Wave                                               | Дора, або Сексуальні неврози наших батьків / Dora oder Die sexuellen Neurosen unserer Eltern                                                                           | Штіна Веренфельс                                                     | ,               | 2015 |
| German Wave                                               | Молодь Німеччини / Une jeunesse allemande | Жан-Ґабріель Перйо                                                   | ,               | 2015 |
| Скандинавська програма                                    | Проти природи / Mot naturen | Марте Вольд, Оле Ґіавер                                              | Норвегія        | 2014 |
| Скандинавська програма                                    | Ключ, будинок, дзеркало / Nøgle hus spejl | Міхаель Ноер                                                         | Данія           | 2015 |
| Скандинавська програма                                    | Стадо / Flocken | Беата Ґорделер                                                       | Швеція          | 2015 |
| Скандинавська програма                                    | Сліпа / Blind | Ескіль Воґт                                                          | Норвегія        | 2014 |
| Скандинавська програма                                    | Армі жива! / Armi elää! | Йорн Доннер                                                          | Фінляндія       | 2015 |
| Скандинавська програма                                    | Сидів голуб на гілці, міркуючи про буття / En duva satt på en gren och funderade på tillvaron                                                                          | Рой Андерссон                                                        | ,               | 2014 |
| Скандинавська програма                                    | Дві ночі до ранку / 2 Nights Till Morning | Мікко Купарінен                                                      | ,               | 2015 |
| Скандинавська програма                                    | Барани / Hrútar | Ґрімур Хаконарсон                                                    | Ісландія        | 2015 |
| «Довгі ночі короткого метру: Німеччина»                   | Video 3000 | Йоерґ Едельман, Йоерн Ґроссганс, Йохен Гауссекер, Марк Шляйсс        | Німеччина       | 2006 |
| «Довгі ночі короткого метру: Німеччина»                   | Хто платитиме? / Wer trägt die Kosten | Деніель Ноке                                                         | Німеччина       | 2015 |
| «Довгі ночі короткого метру: Німеччина»                   | Сніг у Ріо / Schnee im Rio | Мануель Фоґель                                                       | Німеччина       | 2014 |
| «Довгі ночі короткого метру: Німеччина»                   | Історія про Клауса / Die Geschichte von Klaus | Моріц Ленц                                                           | Німеччина       | 2014 |
| «Довгі ночі короткого метру: Німеччина»                   | Остання воля / Erledigung einer Sache | Дастін Люс                                                           | Німеччина       | 2014 |
| «Довгі ночі короткого метру: Німеччина»                   | Вбч зйнт / Sry Bsy | Верена Вестфаль                                                      | Німеччина       | 2014 |
| «Довгі ночі короткого метру: Німеччина»                   | Сестри по злочину / Geschwisterdiebe | Антуан Денґлер                                                       | Німеччина       | 2014 |
| «Довгі ночі короткого метру: Німеччина»                   | Ніс Саломеї / Salomea's Nose | Зузан Корда                                                          | ,               | 2014 |
| «Довгі ночі короткого метру: Німеччина»                   | Нема за що / Da nicht für | Мартіна Плюра                                                        | Німеччина       | 2014 |
| «Довгі ночі короткого метру: Німеччина»                   | Ноцебо / Nocebo | Леннарт Руфф                                                         | Німеччина       | 2014 |
| «Довгі ночі короткого метру: Франція»                     | Зимова квітка / Fleur d'Hiver | Юунйонґ Чой                                                          | Франція         | 2015 |
| «Довгі ночі короткого метру: Франція»                     | Чайний метод / Les frémissements du thé | Марк Фушар                                                           | Франція         | 2014 |
| «Довгі ночі короткого метру: Франція»                     | Фотосесія / La séance | Едуард де Ла Поез                                                    | Франція         | 2014 |
| «Довгі ночі короткого метру: Франція»                     | Донька тюремного наглядача / La fille du gardien de prison | Манон Гожель                                                         | Франція         | 2015 |
| «Довгі ночі короткого метру: Франція»                     | Зоопарк пана Ванеля / Le Zoo de Monsieur Vanel | Беранже Туан                                                         | Франція         | 2014 |
| «Довгі ночі короткого метру: Франція»                     | Територія / Territoire | Венсан Паронну                                                       | Франція         | 2014 |
| «Довгі ночі короткого метру: Франція»                     | Папі / Papé | Ніколя Поліксен                                                      | Франція         | 2015 |
| «Довгі ночі короткого метру: Франція»                     | Ще один день / Un jour de plus | Альбан Сапан                                                         | Франція         | 2015 |
| «Довгі ночі короткого метру: Франція»                     | Чарівний світ / Magic World | Жюльєн Осмалан                                                       | Франція         | 2015 |
| «Довгі ночі короткого метру: Франція»                     | Ґеттотьюб / Ghettotube | Саїд Бельктібіа                                                      | Франція         | 2015 |
| «Фестиваль фестивалів»                                    | Горобці / Þrestir | Рунар Рунарссон                                                      | ,               | 2015 |
| «Фестиваль фестивалів»                                    | Мустанг / Mustang | Деніз Ґамзе Ерґювен                                                  | ,               | 2015 |
| «Фестиваль фестивалів»                                    | Я, Ерл і та, що помирає / Me and Earl and the Dying Girl | Альфонсо Ґомес-Рехон                                                 | США             | 2015 |
| «Фестиваль фестивалів»                                    | Діпан / Dheepan | Жак Одіар                                                            | Франція         | 2015 |
| «Фестиваль фестивалів»                                    | Боб та дерева / Bob and the Trees | Дієґо Онґаро                                                         | ,               | 2014 |
| «Фестиваль фестивалів»                                    | Браво! / Aferim! | Раду Жуде                                                            | ,               | 2015 |
| «Століття»                                                | Грек Зорба / Alexis Zorbas | Міхаліс Какоянніс                                                    | ,               | 1964 |
| «Століття»                                                | Час умирати / Pora umierać | Дорота Кенджєшавська                                                 | Польща          | 2007 |
| «Століття»                                                | Містер Піткін у тилу ворога / The Square Peg | Джон Падді Карстейрс                                                 | Велика Британія | 1958 |
| «Століття»                                                | Леді з Шанхаю / The Lady from Shanghai | Орсон Веллс                                                          | США             | 1947 |
| «Століття»                                                | Бірманська арфа / Biruma no tategoto | Кон Ітікава                                                          | Японія          | 1956 |
| «Століття»                                                | Казанова-70 / Casanova '70 | Маріо Монічеллі                                                      | ,               | 1965 |
| «Століття»                                                | Касабланка / Casablanca | Майкл Кертіс                                                         | США             | 1942 |
| «Ви ще про них почуєте»                                   | Вуаля / Stick It | Штефан Рамірес Перес                                                 | Німеччина       | 2014 |
| «Ви ще про них почуєте»                                   | Сім разів на день ми оплакуємо нашу долю, а вночі прокидаємось, щоб не снити / Sieben Mal am Tag beklagen wir unser Los und nachts stehen wir auf, um nicht zu träumen | Зузанн Марія Гемпель                                                 | Німеччина       | 2014 |
| «Ви ще про них почуєте»                                   | Влада тиші / Reign of Silence | Лукас Маркст                                                         | ,               | 2013 |
| «Ви ще про них почуєте»                                   | Моє горло, моє повітря / My Throat, My Air | Лоретта Фаренгольц                                                   | Німеччина       | 2014 |
| «Ви ще про них почуєте»                                   | Джинси «Мустанґ» / Mustang Jeans | Марко Шіфельбайн                                                     | Німеччина       | 2013 |
| «Ви ще про них почуєте»                                   | Гіпоцентр / Hypozentrum | Ксенія Лєшьнєвська                                                   | Німеччина       | 2013 |
| «Ви ще про них почуєте»                                   | Уламки / Flotsam | cylixe                                                               | ,               | 2014 |
| Сучасне українське кіно                                   | Хто підставив Кіма Кузіна? | Антоніо Лукіч                                                        | Україна         | 2014 |
| Сучасне українське кіно                                   | ТНМК — Гупало Василь | Сашко Даниленко                                                      | Україна         | 2015 |
| Сучасне українське кіно                                   | Репатріот | Анна Лисун                                                           | Україна         | 2015 |
| Сучасне українське кіно                                   | Бідні люди | Соломія Томащук                                                      | Україна         | 2015 |
| Сучасне українське кіно                                   | У Манчестері йшов дощ | Валерія Кальченко, Антоніо Лукіч                                     | Україна         | 2015 |
| Сучасне українське кіно                                   | Одкровення | Павло Остріков                                                       | Україна         | 2015 |
| Сучасне українське кіно                                   | Чорний | Новруз Хікмет                                                        | ,               | 2014 |
| Презентація                                               | Таємниці мого міста | Андрій Раднюк, Дмитро Кубряк                                         | Україна         | 2015 |
| Презентація                                               | 5baksiv.net | Мирослав Латик (за участі Анастасії Прудь)                           | Україна         | 2015 |
| #КіноКраїна                                               | Добровольці | Антоніна Готфрід, Роман Ніколаєнко, Максим Якобчук                   | Україна         | 2015 |
| #КіноКраїна                                               | Нюхач 2 | Артем Літвіненко                                                     | Україна         | 2015 |
| #КіноКраїна                                               | Ніконов і Ко | Заза Буадзе, Тарас Ткаченко                                          | Україна         | 2015 |
| #КіноКраїна                                               | Пес | Микола Каптан, Ігор Забара                                           | Україна         | 2015 |
| #КіноКраїна                                               | Відділ 44 / Отдел 44 | Володимир Дощук, Володимир Дяченко, Анатолій Степаненко, Ігор Шкурін | Україна         | 2015 |
| #КіноКраїна                                               | Червона королева | Олена Семенова                                                       | Україна         | 2015 |
| #КіноКраїна                                               | 25-а година | Микола Михайлов                                                      | Україна         | 2015 |
| Карлос Мотта: Деколоніалізація, бажання, гріх та злочин   | З точки зору переможених / La Visión los Vencidos | Карлос Мотта                                                         | ,               | 2013 |
| Карлос Мотта: Деколоніалізація, бажання, гріх та злочин   | Троща / Naufragios | Карлос Мотта                                                         | ,               | 2013 |
| Карлос Мотта: Деколоніалізація, бажання, гріх та злочин   | Нечестивість / Nefandus | Карлос Мотта                                                         | ,               | 2013 |
| Карлос Мотта: Деколоніалізація, бажання, гріх та злочин   | Бажання / Deseos | Карлос Мотта                                                         | ,               | 2015 |
| Молодість та EUNIC представляють Нове кіно Східної Європи | Космос / Cosmos | Анджей Жулавський                                                    | ,               | 2015 |
| Молодість та EUNIC представляють Нове кіно Східної Європи | Цап / Koza | Іван Остроховський                                                   | ,               | 2015 |
| Молодість та EUNIC представляють Нове кіно Східної Європи | Серіз / Cerise | Жером Енріко                                                         | Франція         | 2015 |
| Молодість та EUNIC представляють Нове кіно Східної Європи | Чужорідне тіло / Fremdkörper | Крістіан Вернер                                                      | Німеччина       | 2015 |
| Спеціальні події                                          | Космос / Cosmos | Анджей Жулавський                                                    | ,               | 2015 |
| Спеціальні події                                          | Суфражистка / Suffragette | Сара Геврон                                                          | Велика Британія | 2015 |
| Спеціальні події                                          | Цап / Koza | Іван Остроховський                                                   | ,               | 2015 |
| Спеціальні події                                          | Reflektor: Запис / The Reflektor Tapes | Каліл Джозеф Канада                                                  | Велика Британія | 2015 |
| Спеціальні події                                          | Леді у фургоні / The Lady in the Van | Ніколас Гайтнер                                                      | Велика Британія | 2015 |
| Спеціальні події                                          | Подія / The Event | Сергій Лозниця                                                       | ,               | 2015 |
| Спеціальні події                                          | Чорна курка / Kalo pothi | Мін Багадур Бам                                                      | ,               | 2015 |
| Спеціальні події                                          | Шнайдер проти Бакса / Schneider vs. Bax | Алекс ван Вармердам                                                  | ,               | 2015 |
| Спеціальні події                                          | З.О.С. / R.O.S. | Аскольд Куров (за участі Андрія Литвиненка)                          | ,               | 2016 |
| Спеціальні події                                          | Північний ангел / L'étoile du jour | Софі Блонді                                                          | Франція         | 2015 |
| Спеціальні події                                          | Малий Кенкен / P'tit Quinquin | Брюно Дюмон                                                          | Франція         | 2014 |
| Спеціальні події                                          | Я бачив світло / I Saw the Light | Марк Абрагам                                                         | США             | 2015 |
| Спеціальні події                                          | У пошуках Бабеля / Finding Babel | Девід Новак                                                          | ,               | 2015 |
| Спеціальні події                                          | Сидів голуб на гілці, міркуючи про буття / En duva satt på en gren och funderade på tillvaron                                                                          | Рой Андерссон                                                        | ,               | 2014 |
| Фільм закриття                                            | Аномаліза / Anomalisa | Чарлі Кауфман                                                        | США             | 2015 |

## Нагороди
Нагороди були розподілені таким чином:

### Офіційні нагороди
Повнометражний конкурс
- Гран-прі «Великий Скіфський олень» — «Принцеса», реж. Талі Шалом-Езер
- Нагорода «Скіфський олень» за найкращий фільм — «Пікадеро», реж. Бен Шеррок / «Ішканул», реж. Хайро Бустаманте

Короткометражний конкурс
- Нагорода «Скіфський олень» за найкращий фільм — «Мізинець», реж. Томаш Чіхонь
  - Спеціальна відзнака: «Молочний брат», реж. Ваграм Мхітарян / «Де Смет», реж. Вім Хьоденс, Томас Бертен

Студентський конкурс
- Нагорода «Скіфський олень» за найкращий фільм — «Дисципліна», реж. Крістоф М. Сабер
  - Спеціальна відзнака: «Як я не став піаністом», реж. Томмасо Пітта

«Сонячний зайчик»
- Нагорода «Сонячний зайчик» за найкращий фільм — «Клятвена незаймана», реж. Лаура Біспурі
  - Спеціальний диплом: «Літо Сангайле», реж. Аланте Кавайте
  - Спеціальний диплом: «Історії нашого життя», реж. Джим Чучу

«Молодість — дітям»
- Нагорода «Скіфський олень» за найкращий фільм — «Операція „Арктика“», реж. Ґрете Бое-Вол
  - Спеціальний диплом: «Життя в стилі Ніно», реж. Сімон фон Дюссельдорп

Національний конкурс
- Нагорода «Скіфський олень» за найкращий фільм — «Віддалік», реж. Катерина Горностай
  - Спеціальна відзнака за сценарій: «Віолончель», реж. Олеся Моргунець-Ісаєнко
  - Спеціальна відзнака за потужний акторський ансамбль і вражаючу режисерську роботу з акторами:: «Чоловіча робота», реж. Марина Степанська

Почесні нагороди
- Нагорода «Золотий Скіфський олень» за внесок у світове кіномистецтво — Кіра Муратова
- Відзнака міжнародного благодійного фонду «Україна 3000» за розвиток українського кінематографу — Вілія Бондаренко

### Незалежні нагороди
- Приз журі ФІПРЕССІ — «Пікадеро», реж. Бен Шеррок
- Приз екуменічного журі SIGNIS та Interfilm за найкращий повнометражний ігровий фільм — «Ішканул», реж. Хайро Бустаманте
- Приз екуменічного журі SIGNIS та Interfilm за найкращий короткометражний ігровий фільм — «Наші полеглі герої», реж. Стефан Ландовскі
- Приз глядацьких симпатій — «Як я не став піаністом», реж. Томмасо Пітта

Boat Meeting
- Приз Boat Meeting — «Господар будинку», реж. Андаміон Муратай